# Mistrovství světa v ledním hokeji 2016 (Divize II)
II. divize Mistrovství světa v ledním hokeji 2016 se hrála v španělské Jace (skupina A) a v mexickém Ciudad de México (skupina B). Obě skupiny se hrály od 9. do 15. dubna 2016.

## Herní systém
Skupiny A a B nebyly rovnocenné a mezi nimi se postupovalo a sestupovalo. V každé skupině hrálo 6 týmů, které se utkaly navzájem každý s každým. První tým ze skupiny A postoupil do skupiny B I. divize, poslední tým ze skupiny A sestoupil do skupiny B. První tým ze skupiny B postoupil do skupiny A, poslední tým sestoupil do III. divize.

## Skupina A

### Účastníci
| Tým        | Kvalifikace                            |
| ---------- | -------------------------------------- |
| Nizozemsko | 6. místo v Divizi I B 2015 a sestup    |
| Belgie     | 2. místo v Divizi II A 2015            |
| Srbsko     | 3. místo v Divizi II A 2015            |
| Španělsko  | Pořadatel, 4. místo v Divizi II A 2015 |
| Island     | 5. místo v Divizi II A 2015            |
| Čína       | 1. místo v Divizi II B 2015 a postup   |

### Rozhodčí
| Hlavní                                                             | Čároví |
| ------------------------------------------------------------------ | --- |
| - Eduard Ibatulin - Przemysław Kepa - Yuri Oskirko - Rasmus Toppel | - Sergio Biec - Daniel Hynek - Lukáš Kacej - Rudy Meyer - Attila Nagy - Emil Yletyinen - Viktor Zinchenko |

### Tabulka
|  | Jeden tým postupující do divize I B  |
|  | Jeden tým sestupující do divize II B |

| P | Tým        | Z | V | VP | PP | P | GV | GI | +/- | B  |
| - | ---------- | - | - | -- | -- | - | -- | -- | --- | -- |
| 1 | Nizozemsko | 5 | 4 | 1  | 0  | 0 | 24 | 6  | +18 | 14 |
| 2 | Španělsko  | 5 | 3 | 1  | 1  | 0 | 17 | 9  | +8  | 12 |
| 3 | Belgie     | 5 | 1 | 2  | 0  | 2 | 15 | 18 | -3  | 7  |
| 4 | Srbsko     | 5 | 2 | 0  | 1  | 2 | 16 | 14 | +2  | 7  |
| 5 | Island     | 5 | 1 | 0  | 1  | 3 | 16 | 23 | -7  | 4  |
| 6 | Čína       | 5 | 0 | 0  | 1  | 4 | 6  | 24 | -18 | 1  |

### Zápasy
Všechny časy jsou místní (UTC+2).
| 9. dubna 2016 13:00 | Belgie | 5:4 po s.n. (2:2, 2:1, 0:1 - 0:0) | Island | Pabellón de Hielo de Jaca, Jaca Návštěvnost: 120 |  |

| 9. dubna 2016 16:30 | Srbsko | 2:3 (0:0, 2:3, 0:0) | Nizozemsko | Pabellón de Hielo de Jaca, Jaca Návštěvnost: 850 |  |

| 9. dubna 2016 20:00 | Čína | 0:2 (0:1, 0:0, 0:1) | Španělsko | Pabellón de Hielo de Jaca, Jaca Návštěvnost: 1 500 |  |

| 10. dubna 2016 13:00 | Belgie | 4:2 (1:2, 1:0, 2:0) | Srbsko | Pabellón de Hielo de Jaca, Jaca Návštěvnost: 150 |  |

| 10. dubna 2016 16:30 | Island | 7:4 (3:2, 2:2, 2:0) | Čína | Pabellón de Hielo de Jaca, Jaca Návštěvnost: 250 |  |

| 10. dubna 2016 20:00 | Nizozemsko | 3:2 po prodl. (0:0, 0:2, 2:0 - 1:0) | Španělsko | Pabellón de Hielo de Jaca, Jaca Návštěvnost: 1 100 |  |

| 12. dubna 2016 13:00 | Nizozemsko | 3:0 (2:0, 0:0, 1:0) | Island | Pabellón de Hielo de Jaca, Jaca Návštěvnost: 102 |  |

| 12. dubna 2016 16:30 | Belgie | 3:2 po prodl. (1:0, 1:1, 0:1 - 1:0) | Čína | Pabellón de Hielo de Jaca, Jaca Návštěvnost: 148 |  |

| 12. dubna 2016 20:00 | Srbsko | 3:4 po s.n. (1:0, 1:1, 1:2 - 0:0) | Španělsko | Pabellón de Hielo de Jaca, Jaca Návštěvnost: 950 |  |

| 14. dubna 2016 13:00 | Čína | 0:9 (0:3, 0:2, 0:4) | Nizozemsko | Pabellón de Hielo de Jaca, Jaca Návštěvnost: 60 |  |

| 14. dubna 2016 16:30 | Island | 3:6 (3:0, 0:4, 0:2) | Srbsko | Pabellón de Hielo de Jaca, Jaca Návštěvnost: 120 |  |

| 14. dubna 2016 20:00 | Španělsko | 4:1 (3:0, 1:1, 0:0) | Belgie | Pabellón de Hielo de Jaca, Jaca Návštěvnost: 1 150 |  |

| 15. dubna 2016 13:00 | Srbsko | 3:0 (0:0, 2:0, 1:0) | Čína | Pabellón de Hielo de Jaca, Jaca Návštěvnost: 67 |  |

| 15. dubna 2016 16:30 | Nizozemsko | 6:2 (3:0, 1:1, 2:1) | Belgie | Pabellón de Hielo de Jaca, Jaca Návštěvnost: 250 |  |

| 15. dubna 2016 20:00 | Španělsko | 5:2 (1:1, 2:1, 2:0) | Island | Pabellón de Hielo de Jaca, Jaca Návštěvnost: 1 480 |  |

## Skupina B

### Účastníci
| Tým           | Kvalifikace                            |
| ------------- | -------------------------------------- |
| Austrálie     | 6. místo v Divizi II A 2015 a sestup   |
| Nový Zéland   | 2. místo v Divizi II B 2015            |
| Mexiko        | Pořadatel, 3. místo v Divizi II B 2015 |
| Bulharsko     | 4. místo v Divizi II B 2015            |
| Izrael        | 5. místo v Divizi II B 2015            |
| Severní Korea | 1. místo v Divizi III 2015 a postup    |

### Rozhodčí
| Hlavní                                                                 | Čároví |
| ---------------------------------------------------------------------- | --- |
| - Martin de Wilde - Miklós Haszonits - Mario Maillet - Stephen Thomson | - William Hancock - Michael Harrington - James Kavanagh - Jos Korte - Sem Ramírez - Maarten Van den Acker |

### Tabulka
|  | Jeden tým postupující do divize II A |
|  | Jeden tým sestupující do divize III  |

| P | Tým           | Z | V | VP | PP | P | GV | GI | +/- | B  |
| - | ------------- | - | - | -- | -- | - | -- | -- | --- | -- |
| 1 | Austrálie     | 5 | 4 | 1  | 0  | 0 | 58 | 10 | +48 | 14 |
| 2 | Mexiko        | 5 | 4 | 0  | 1  | 0 | 30 | 13 | +17 | 13 |
| 3 | Izrael        | 5 | 2 | 0  | 0  | 3 | 22 | 33 | -11 | 6  |
| 4 | Nový Zéland   | 5 | 2 | 0  | 0  | 3 | 27 | 19 | +8  | 6  |
| 5 | Severní Korea | 5 | 2 | 0  | 0  | 3 | 24 | 42 | -18 | 6  |
| 6 | Bulharsko     | 5 | 0 | 0  | 0  | 5 | 8  | 52 | -44 | 0  |

### Zápasy
Všechny časy jsou místní (UTC-5).
| 9. dubna 2016 13:00 | Nový Zéland | 6:3 (3:0, 1:2, 2:1) | Izrael | Icedome, Ciudad de México Návštěvnost: 115 |  |

| 9. dubna 2016 16:30 | Severní Korea | 9:3 (4:1, 2:1, 3:1) | Bulharsko | Icedome, Ciudad de México Návštěvnost: 200 |  |

| 9. dubna 2016 20:00 | Mexiko | 4:5 po prodl. (1:0, 1:4, 2:0 - 0:1) | Austrálie | Icedome, Ciudad de México Návštěvnost: 2 000 |  |

| 10. dubna 2016 13:00 | Izrael | 8:4 (5:1, 2:1, 1:2) | Severní Korea | Icedome, Ciudad de México Návštěvnost: 20 |  |

| 10. dubna 2016 16:30 | Nový Zéland | 14:0 (2:0, 6:0, 6:0) | Bulharsko | Icedome, Ciudad de México Návštěvnost: 150 |  |

| 10. dubna 2016 20:00 | Nový Zéland | 1:2 (0:0, 1:0, 0:2) | Mexiko | Icedome, Ciudad de México Návštěvnost: 500 |  |

| 12. dubna 2016 13:00 | Austrálie | 11:3 (6:2, 3:0, 2:1) | Izrael | Icedome, Ciudad de México Návštěvnost: 40 |  |

| 12. dubna 2016 16:30 | Nový Zéland | 4:7 (0:0, 2:3, 2:4) | Severní Korea | Icedome, Ciudad de México Návštěvnost: 50 |  |

| 12. dubna 2016 20:00 | Mexiko | 10:1 (4:0, 4:1, 2:0) | Bulharsko | Icedome, Ciudad de México Návštěvnost: 500 |  |

| 14. dubna 2016 13:00 | Bulharsko | 1:14 (0:6, 1:6, 0:2) | Nový Zéland | Icedome, Ciudad de México Návštěvnost: 30 |  |

| 14. dubna 2016 16:30 | Severní Korea | 1:22 (1:5, 0:9, 0:8) | Austrálie | Icedome, Ciudad de México Návštěvnost: 60 |  |

| 14. dubna 2016 20:00 | Izrael | 3:9 (2:2, 0:4, 1:3) | Mexiko | Icedome, Ciudad de México Návštěvnost: 400 |  |

| 15. dubna 2016 13:00 | Austrálie | 6:2 (2:0, 4:0, 0:2) | Nový Zéland | Icedome, Ciudad de México Návštěvnost: 200 |  |

| 15. dubna 2016 16:30 | Bulharsko | 3:5 (1:1, 2:2, 0:2) | Izrael | Icedome, Ciudad de México Návštěvnost: 50 |  |

| 15. dubna 2016 20:00 | Mexiko | 5:3 (0:1, 3:0, 2:2) | Severní Korea | Icedome, Ciudad de México Návštěvnost: 1 000 |  |